# Chi Minghua
Chi Minghua (池明华S, Chí MínghuáP; Meizhou, 6 marzo 1962) è un ex calciatore cinese, di ruolo difensore.

## Statistiche

### Cronologia presenze e reti in Nazionale
| Cronologia completa delle presenze e delle reti in nazionale ― Cina | Cronologia completa delle presenze e delle reti in nazionale ― Cina | Cronologia completa delle presenze e delle reti in nazionale ― Cina | Cronologia completa delle presenze e delle reti in nazionale ― Cina | Cronologia completa delle presenze e delle reti in nazionale ― Cina | Cronologia completa delle presenze e delle reti in nazionale ― Cina | Cronologia completa delle presenze e delle reti in nazionale ― Cina | Cronologia completa delle presenze e delle reti in nazionale ― Cina |
| Data                                                                | Città                                                               | In casa                                                             | Risultato                                                           | Ospiti                                                              | Competizione                                                        | Reti                                                                | Note                                                                |
| ------------------------------------------------------------------- | ------------------------------------------------------------------- | ------------------------------------------------------------------- | ------------------------------------------------------------------- | ------------------------------------------------------------------- | ------------------------------------------------------------------- | ------------------------------------------------------------------- | ------------------------------------------------------------------- |
| 21-7-1982                                                           | Pechino                                                             | Cina                                                                | 2 – 0                                                               | Hong Kong                                                           | Great Wall Cup                                                      | -                                                                   |                                                                     |
| 23-7-1982                                                           | Pechino                                                             | Cina                                                                | 3 – 3                                                               | Marocco                                                             | Great Wall Cup                                                      | -                                                                   |                                                                     |
| 20-11-1982                                                          | Nuova Delhi                                                         | Cina                                                                | 1 – 0                                                               | Malaysia                                                            | Giochi asiatici 1982                                                | -                                                                   |                                                                     |
| 22-11-1982                                                          | Nuova Delhi                                                         | Cina                                                                | 1 – 0                                                               | Bangladesh                                                          | Giochi asiatici 1982                                                | -                                                                   |                                                                     |
| 24-11-1982                                                          | Nuova Delhi                                                         | Corea del Nord                                                      | 1 – 0                                                               | Cina                                                                | Giochi asiatici 1982                                                | -                                                                   |                                                                     |
| 4-12-1983                                                           | Singapore                                                           | Cina                                                                | 2 – 1                                                               | Australia                                                           | Merlion Cup 1983                                                    | -                                                                   |                                                                     |
| 14-12-1983                                                          | Singapore                                                           | Singapore                                                           | 1 – 0                                                               | Cina                                                                | Merlion Cup 1983                                                    | -                                                                   |                                                                     |
| 9-12-1984                                                           | Singapore                                                           | India                                                               | 0 – 3                                                               | Cina                                                                | Coppa d'Asia 1984 - 1º turno                                        | -                                                                   | 46’                                                                 |
| 11-12-1984                                                          | Singapore                                                           | Cina                                                                | 5 – 0                                                               | Emirati Arabi Uniti                                                 | Coppa d'Asia 1984 - 1º turno                                        | -                                                                   |                                                                     |
| 14-12-1984                                                          | Singapore                                                           | Kuwait                                                              | 0 – 1                                                               | Cina                                                                | Coppa d'Asia 1984 - Semifinali                                      | -                                                                   |                                                                     |
| 16-12-1984                                                          | Singapore                                                           | Arabia Saudita                                                      | 2 – 0                                                               | Cina                                                                | Coppa d'Asia 1984 - Finali                                          | -                                                                   |                                                                     |
| 1-3-1985                                                            | Hong Kong                                                           | Brunei                                                              | 0 – 4                                                               | Cina                                                                | Qual. Mondiali 1986                                                 | -                                                                   | 46’                                                                 |
| 4-4-1992                                                            | Palo Alto                                                           | Stati Uniti                                                         | 5 – 0                                                               | Cina                                                                | Amichevole                                                          | -                                                                   |                                                                     |
| 20-4-1992                                                           | Singapore                                                           | Cina                                                                | 2 – 0                                                               | Indonesia                                                           | Qual. Coppa d'Asia 1992                                             | -                                                                   |                                                                     |
| 23-4-1992                                                           | Singapore                                                           | Malaysia                                                            | 0 – 4                                                               | Cina                                                                | Qual. Coppa d'Asia 1992                                             | -                                                                   |                                                                     |
| 26-4-1992                                                           | Singapore                                                           | Singapore                                                           | 0 – 1                                                               | Cina                                                                | Qual. Coppa d'Asia 1992                                             | -                                                                   |                                                                     |
| Totale                                                              |                                                                     | Presenze                                                            | 17                                                                  |                                                                     | Reti                                                                | 0                                                                   |                                                                     |